# Meio-dia
Meio-dia é o horário correspondente às 12h, é baseado quando o Sol na linha do equador no equinócio do outono e da primavera está perpendicular, fazendo um ângulo reto com a tangente da linha do equador e a qualquer meridiano terrestre.